# Domenicus Petruzzy

Steinmetzakten 1651

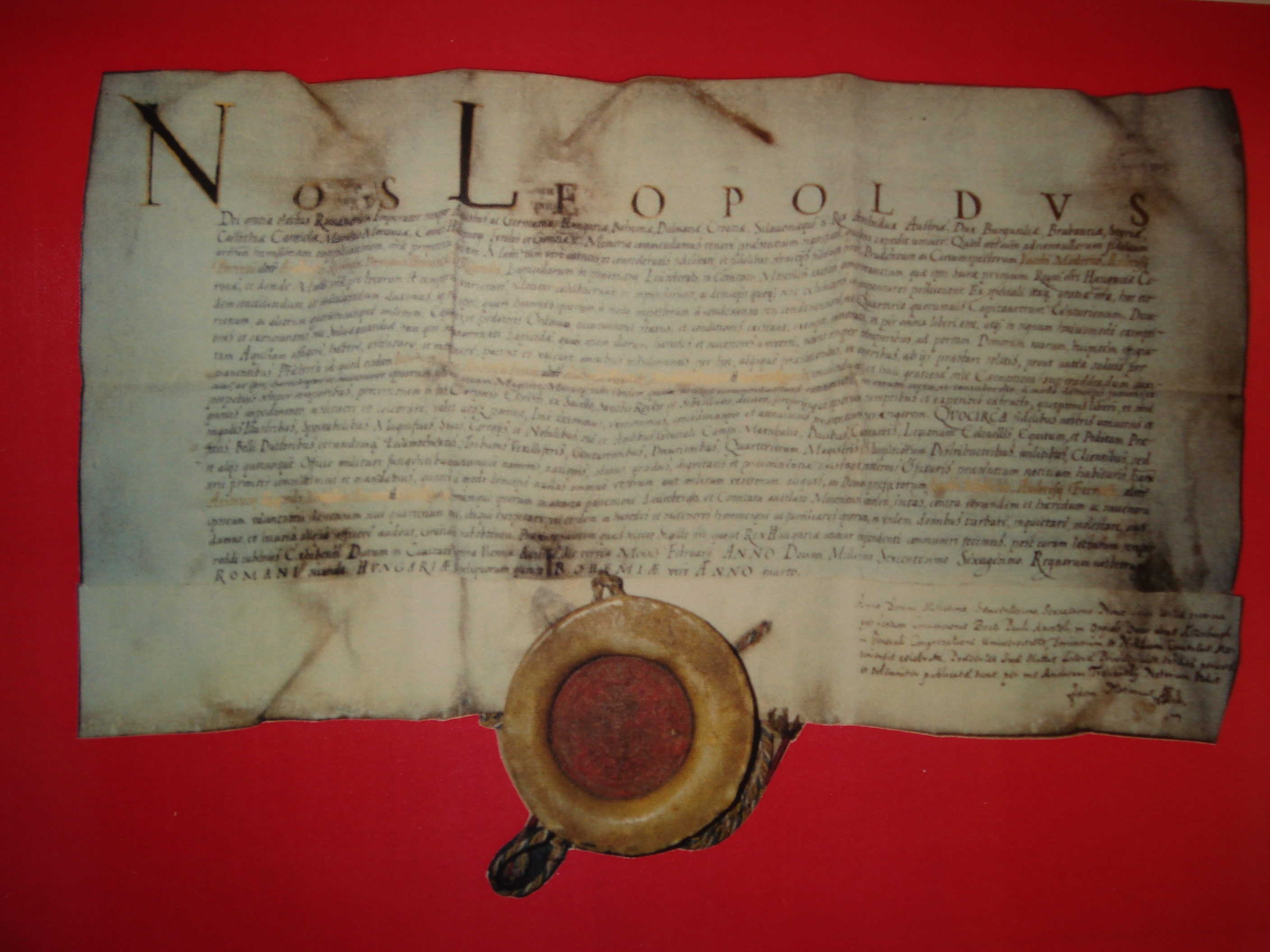
Salva Guardia-Privilegium 1660

Domenicus Petruzzy (* um 1610 in Maroggia; † 1683 in Kaisersteinbruch im Türkenkrieg) war ein Tessiner Steinmetzmeister und Bildhauer des Barock, Obervorsteher des Kaisersteinbrucher Steinmetzhandwerkes.
Er war jüngerer Bruder von Meister Ambrosius Petruzzy, beide arbeiteten sie im Kaisersteinbrucher Steinmetzhandwerk.

## Leben
Seine erste Ehefrau Margaretha starb vor dem 12. Mai 1646. Aus den Schriften ist zu erkennen, Margaretha N.N. war eine wohlhabende Meisterswitwe, die dem jungen Domenicus ermöglichte, Meister zu werden.

### Verlassenschaft der Margaretha Petruzzy
Die ehrbaren Männer Andre Ruffini, Richter, Hieronymus Bregno, Thomas Ruffini samt Andre de Luca führten nachfolgende Schätzung der Verlassenschaft Margaretha selig, des Meister Domenic Petruzzy geweste Hausfrau. (Auszug)
das Haus .. 60 fl, der Steinbruch .. 40 fl, 300 Schuch ortonäry Stein .. 37 fl 30 kr, das Zinngeschirr, Schüssel und Teller, bringt zusammen .. 4 fl 24 kr, einen silbernen Becher mit 12 Loth schwer und vergoldet .. 12 fl, ein Gürtel samt der Porten mit 11 Loth schwer .. 10 fl, 3 silberne Ringe .. 5 fl, ein Stück Granat .. 10 fl, ein halb taffenten Rock und ein schwarzes Damast Wams samt einem Huet .. 17 fl, das Bettgewand .. 15 fl, ...
Summe der völligen Verlassenschaft .. 223 fl 54 kr
Nach Abzug aller Schulden, vor allem zur St. Rochus Kirche im Steinbruch mit 102 fl 91 kr, dem Meister Maderno für 172 Schuch Stein mit 31 fl 32 kr, .. verblieben ihm Meister Domenicus Petruzzy und seinem Sohn Andreas je 20 fl 32 kr.

## Salva Guardia-Privilegium für Kaisersteinbruch
→ Salva Guardia-Privilegium für Kaisersteinbruch#Kaiser und König Ferdinand III.
Am 5. Dezember 1646 wurde Petruzzy, zusammen mit Andre Ruffini, Pietro Maino Maderno, Hieronymus Bregno und Ambrosius Regondi von allen öffentlichen Abgaben und Leistungen befreit und erhielt das kaiserliche Schwarzer Adler-Privilegium.

## Rebellion gegen den Verwalter zu Königshof
1647 wurde durch eine Rebellion, also ohne Einwilligung der Obrigkeit – dem Verwalter zu Königshof – Andreas Leinwather, Fleischhacker von Breitenbrunn, zum Fleischhacker in Steinbruch angelobt.
Schreiben vom 2. April 1647 „… Heute am 2. April 1647 ist im Beisein der ganzen Nachbarschaft, Meister Pietro Maino Maderno, Mathias Lorentisch, Ambrosius Regondi, Domenicus Petruzzy, Paul Cleritz, … (nicht Herr Richter Andre Ruffini!) … an- und aufgenommen worden der Meister Andreas Leinwather von Breitenbrunn zu einem Fleischhacker. Er hat uns gelobt und versprochen, dass er uns mit gutem Fleisch versehen wird und verkaufen wie es zu Ungarisch Altenburg für Rinder und Kälber gesetzt wird“.

### Gerichtstag am 29. Juli 1647
Verzeichnis der Außenstände der Steuerpflichtigen.
Ambrosius Petruzzy mit 156 fl 39 kr und sein Bruder
Domenicus Petruzzy mit 77 fl 56 kr waren die größten Schuldner.
Als Gerichtsgeschworener war er bei Amtshandlungen der Gemeinde zugegen.

### Zechbuch der Hauptlade Wiener Neustadt 1651
Einige Eintragungen im Zechbuch der Wiener Neustädter Hauptlade:
- Am 26. Juni 1651 hat Meister Matthias Stäch, Steinmetz aus Wöllersdorf, anstatt Meister Domenicus Petruzzy an seinem Meistergeld erlegt, und ist solches dem Herrn Stadtrichter alhier gegeben worden mit .. 10 fl.
- Meister Domenicus Petruzzy, Steinmetz im Khayl. Steinbruch, hat eine Anweisung von 15 fl, welche der Meister Matthias Stäch zu Wöllersdorf dem Meister Peter Materno, Richter im Khayl. Steinbruch, einem ehrsamen Handwerk überschafft hat.
- Wie die „Khaiserischen“ Meister alhier bei dem Herrn Zechmeister sind über Nacht verblieben, ist in Wein aufgangen und bezahlt worden .. 1 fl
- Sind zwei Meister, wegen der Meister im Khayl. Steinbruch nach Wien gereist, verzehrt .. 3 fl 30 kr

## Ein Wiener Steinmetzmeister erwarb einen Steinbruch 1651
Im September 1648 starb Andre Ruffini. Die Witwe Agatha heiratete wieder und verkaufte am 24. Juli 1651 das Haus samt Steinbruch um 1.300 fl dem Wiener Steinmetzmeister, gewester Dombaumeister zu St. Stephan, Hans Herstorffer.
Bei der wichtigsten Sache hatten die Kaisersteinbrucher Meister kein Mitspracherecht, .. dass aber die deutschen Meister einen Steinbruch bei uns finden, steht bei Euer Hochwürden und Gnaden, ob sie solches zulassen oder nicht ...
Ein Wiener Meister hatte mit Genehmigung, ja auf Betreiben der Herrschaft, dem Stift Heiligenkreuz, einen „ihrer“ Steinbrüche gepachtet. In einem Handwerksbeschluss vom 14. Dezember 1651 verpflichteten sich die Meister und Gesellen der Steinmetzen und Maurer zu Steinbruch am Leithaberg durch ihre Unterschrift, .. dass kein Meister oder Geselle, er sei wer er wolle, sich des Meister Hans Herstorffers Steinbruch annehmen wolle .. bis zum Austrag der Sache vor einer löblichen Regierung. Unterschriften vom Obervorsteher des Wiener Neustädter Handwerks David Weiss, Viertelmeister Domenicus Petruzzy, Ambrosius Regondi, Simon Andrieth, Mathias Lorentisch, .. als Zechgeselle Paul Cleritz im Namen aller Gesellen.
Da Meister Hans Herstorffer mit Tod abgegangen, hat die Witwe und Erbin den Kaisersteinbrucher Besitz dem Herrn Richter und Meister Ambrosius Regondi käuflich überlassen, Abschluss eines Kaufvertrages am 16. September 1655.

### Pächter eines Steinbruchs 1652
Der Witwer hatte sich wieder verheiratet, es gibt keine Daten darüber, Magdalena wurde seine zweite Ehefrau. Am 11. März 1652 pachteten beide einen Steinbruch – haben Nutz und Gewähr empfangen um einen Steinbruch alda, neben Hans Herstorffer gelegen. Davon „jährlichen Michaelis“ 3 fl 4 Schilling, oder ein sauberes Türgestell 6 Schuh hoch und 3½ Schuh weit.
Zuvor war dieser Steinbruch im Besitz von Meister Andre Ruffini gewesen, hat er denselben Meister Ambrosius Petruzzy um 100 fl verkauft. Ambrosius hatte den halben Teil davon seinem leiblichen Bruder Domenicus anstatt eines schuldigen Erbteils zu 50 fl „cediert,“ und als Ambrosius Petruzzy „Tods verblieben“ war er der St. Rochus-Kirche über 100 fl schuldig. Der halbe Steinbruch kam anstatt dieser Schulden an die Kirche. Oben genannter Meister Domenicus löste den verordneten Kirchenvätern um 75 fl ab, und somit der ganze Steinbruch an ihn gekommen.

### Wein ausschenken 1653
Das Leutgeben (Wein ausschenken) war in Steinbruch zwischen der Herrschaft und den Bewohnern aufgeteilt. Das Stift Heiligenkreuz widmete seinen Ertrag zum Teil dem Bau der Kirche, 1653 traten Schwierigkeiten auf, die Steinbrucher wollten das Recht alleine ausüben.
21. April 1653 Schreiben des Verwalters zu Königshof Pater Stephan Bader an Abt Michael Schnabel zum Thema: Steinmetzen wollen nicht leutgeben lassen. .. Richter Ambrosius Regondi und Domenicus Petruzzy, Obervorsteher der Viertellade des Handwerkes .. dass sie dem Closter Heiligenkreuz kein Leutgeben bestehen lassen, kein anderer als sie selber leutgeben ..
Wenn ich mich unterstehe einen Wein hinaufzuführen (von Königshof nach Kaisersteinbruch), muss ich ihn doch wieder zurückführen. Tue ich einem Gewalt, wollen sie diese Gewalt mit Gewalt abtreiben lassen. Es ist mir lieb, dass Ihre Gnaden am kommenden Mittwoch hierher kommen.

### Häuserliste von 1653
Die Pfarrkirche St. Rochus und Sebastian in Heiligenkreuzer Steinbruch erstellte eine Liste jener, die zur österlichen Beichte gekommen sind und die hl. Communion empfangen haben. In 23 Häusern wurden 125 Ortsbewohner gezählt.
Im Haus Nr. 10 wohnte Steinmetzmeister Domenicus Petruzzy mit dem Knaben Mathias und der Magd Maria. (Ehefrau Magdalena und Sohn Andreas sind hier nicht eingetragen)

## Salva Guardia-Privilegium für Kaisersteinbruch
→ Salva Guardia-Privilegium für Kaisersteinbruch#Kaiser und König Leopold I.
Kaiser Leopold I. erneuerte und verlieh 1660 das Privilegium der Befreiung von militärischer Einquartierung, zum Zeichen dessen an den Türen ihrer Häuser den kaiserlichen Doppeladler anzubringen und sollen eine Kapelle zur Fronleichnams-Prozession errichten. Als Dank den Meistern Jacobus Maderno, Ambrosius Ferrethi, Ambrosius Regondi, Domenicus Petruzzy und Giorgio Regondi auch Ihm selbst geleisteten Diensten.

## Tod
1686, nach Ableben des Steinmetzmeisters Domenicus Petruzzy und Ehefrau Magdalena kam ihr Besitz, ein Haus mit Garten und Krautgarten und ein Steinbruch an den Prager Steinmetzmeister Giovanni Pietro della Torre, Sohn des Prager Hofsteinmetzmeisters Francesco della Torre, und Ehefrau Maria Margaretha.
Hofsteinmetzmeister Ambrosius Ferrethi hatte zu Lebzeiten und auch in seinem Testament (1696) Seelenmessen für den verstorbenen Meister Domenicus Petruzzy gestiftet.
Nach Ableben des Domenicus Petruzzy mussten an die Herrschaft von den Erben 1686 3 Gulden Canzley-Taxe bezahlt werden.
Mit seinem Tod verschwindet der Name „Petruzzy“ aus den Kaisersteinbrucher Schriften.